# Mighty Long Fall/Decision
「Mighty Long Fall/Decision」（マイティー ロング フォール/ディシジョン）は、日本のロックバンド、ONE OK ROCKの9作目のシングル。

## 制作
これまで、日本でのライブを想定して楽曲の制作が進められていて、アルバム『人生×僕=』（2013年）では、ジョン・フェルドマンにミックスを依頼し良い結果を得た。しかし、世界を目指し海外でライブをするようになり、自分の国の中だけで制作する事や自分たちの楽曲に違和感を抱くようになった。そこで、海外の街の雰囲気や土地の空気や文化を感じながら制作するべきだ、とTakaが感じたことにより、海外でのレコーディングが行われた。 
今回、レコーディングをしたアメリカを意識した音ではなく、ONE OK ROCKらしい音になっている、とTakaは語っていて、結果として大きな財産になったとしている。
この作品以降、CDシングルはリリースされていない。

## ミュージック・ビデオ

### Mighty Long Fall
2014年7月23日にYouTubeで公開され、同年12月10日に発表された年間再生数ランキング（日本）で11位を獲得した。

### Decision
映画『FOOL COOL ROCK! ONE OK ROCK DOCUMENTARY FILM』の映像を使用した内容になっている。
2014年8月19日にYouTubeで公開された。

## タイアップ
- ワーナー・ブラザース映画配給映画『るろうに剣心 京都大火編』主題歌（#1）
- 日活配給映画『FOOL COOL ROCK! ONE OK ROCK DOCUMENTARY FILM』主題歌（#2）

## プロモーション
「Mighty Long Fall」が、2014年7月16日からiTunes Storeで先行配信された。

## 収録曲
| #         | タイトル             | 作詞・作曲                        | 時間  |
| --------- | -------------------- | --------------------------------- | ----- |
| 1.        | 「Mighty Long Fall」 | ONE OK ROCK、ジョン・フェルドマン | 4:03  |
| 2.        | 「Decision」         | Taka、ジョン・フェルドマン        | 3:45  |
| 3.        | 「Pieces of Me」     | Taka、A.Lanni                     | 3:24  |
| 合計時間: | 合計時間:            | 合計時間:                         | 11:13 |

## チャート成績
オリコンチャートの週間ランキング（2014年8月11日付）で、初週約5.1万枚を売り上げ2位、同月間ランキング（2014年7月度）で13位を記録した。
サウンドスキャンの週間ランキングでは、約5.2万枚の売り上げで、1位を記録した。

## 『ONE OK ROCK 2014 “Mighty Long Fall at Yokohama Stadium”』
『ONE OK ROCK 2014 “Mighty Long Fall at Yokohama Stadium”』（ワン オク ロック 2014 マイティー ロング フォール アット ヨコハマ スタジアム）は、ONE OK ROCKが2014年秋に開催した野外ライブ。 
GLAYのTERU、JIRO、UVERworldのTAKUYA∞、佐藤健など数多くの著名人が来たことで話題になった。

### 日程・会場[13]
| 公演日        | 都道府県 | 会場           |
| ------------- | -------- | -------------- |
| 2014年9月13日 | 神奈川県 | 横浜スタジアム |
| 2014年9月14日 | 神奈川県 | 横浜スタジアム |